# La Piémontaise

La Piémontaise (aussi connue sous le nom de « Mon Dieu Que J'en Suis à Mon Aise ») est un chant militaire et une chanson populaire française existant sous différentes versions en France et en Suisse. Le chant est adopté par le 3e régiment d'infanterie (connu durant l'Ancien Régime sous le nom de Régiment de Piémont). La chanson raconte un échange entre un homme et sa compagne, l'homme s'apprêtant à partir combattre en Italie vraisemblablement durant la Guerre de Succession d'Espagne.

## Histoire

### Origine

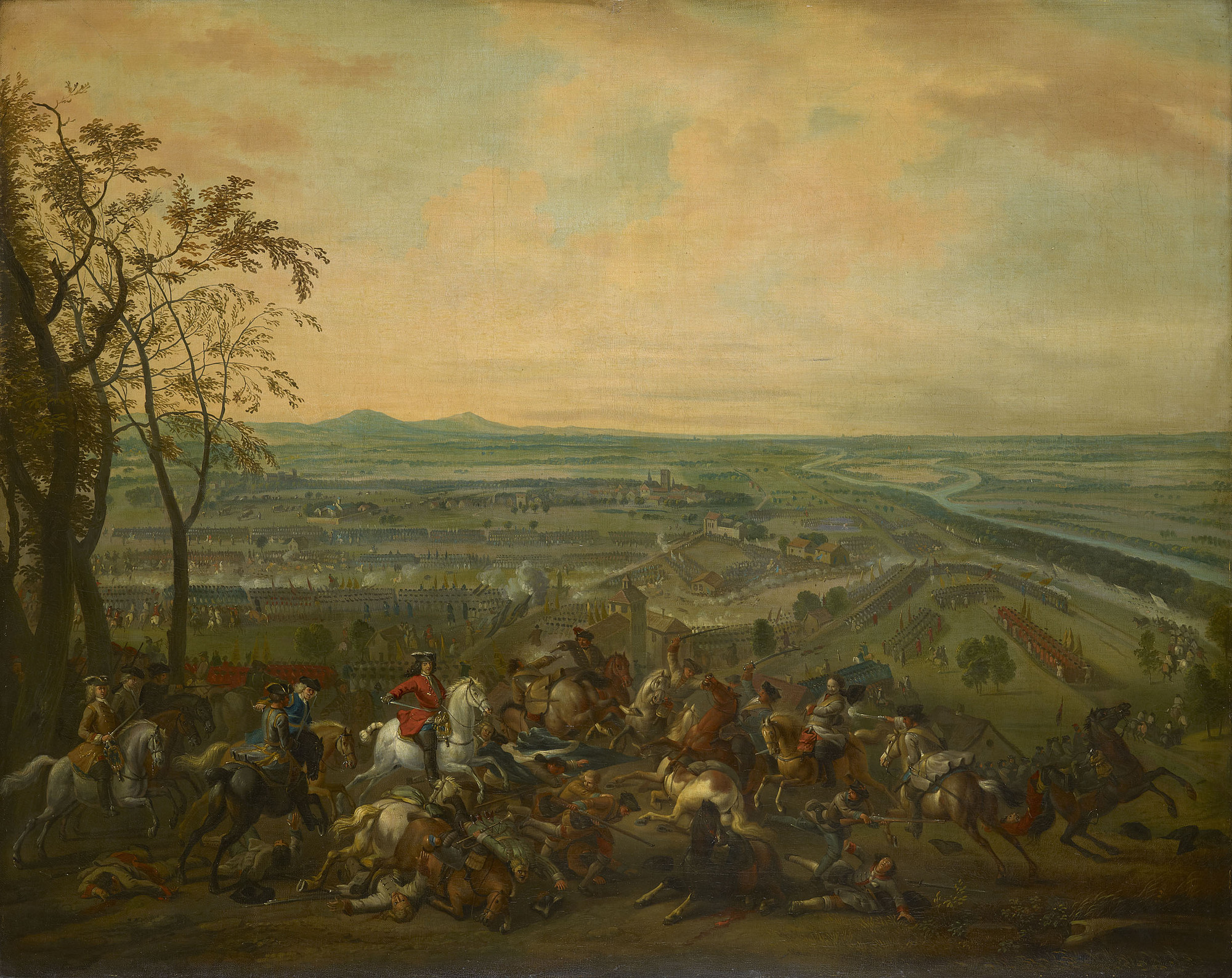
La français affrontant les armées autrichienne à la bataille de Luzzara

La chanson date du début du XVIIIe siècle. Elle apparaît durant les campagnes d’Italie qui ont lieu en 1705 pendant les guerres de succession d’Espagne. Ces campagnes sont commandées par le duc de Vendôme, arrière-petit-fils de Henri IV. Les Français y sont victorieux à la bataille de Luzzara et à celle de Cassano, et le Piémont est conquis. Cependant, mis en échec devant Turin. Le Piémont est finalement évacué.

### Description
La Piémontaise devient rapidement une chanson populaire en France et en Suisse dans différentes versions, ainsi qu'un chant militaire adopté par le 3e régiment d’infanterie qui, sous l’Ancien Régime, était appelé « Régiment de Piémont »).

### Reprises
En 2010, la chanson est reprise par Joan de Nadau sur une mélodie différente,.

## Paroles
Les paroles de La Piémontaise du 3e régiment d'infanterie sont les suivantes :
Ah Dieu ! que je suis à mon aise

Quand j'ai ma mie auprès de moi

De temps en temps je la regarde

Et je lui dis embrasse-moi. (bis)

Comment veux-tu que je t'embrasse

Quand on me dit du mal de toi

On dit que tu pars pour la guerre

Dans le Piémont, servir le Roi (bis)

Ceux qui t'ont dit ça ma belle

Ils t’ont bien dit la vérité

Mon cheval est à l'écurie

Il est sellé bridé, prêt à partir.

Quand tu seras dans ces campagnes

Tu ne penseras plus à moi

Tu penseras aux Piémontaises

Qui sont cent fois plus belle que moi. 

Ô j'y ferai faire une image

À la ressemblance de toi

La porterai sur mon bras gauche

Cent fois par jour l'embrasserai.

Mais que diront tes camarades

De t'y voir embrasser c'portrait

Je leur dirai : c'est ma maîtresse

Ma bien-aimée du temps passé

Je l'ai aimée, je l'aime encore

Je l'aimerai tant qu'je vivrai

Je l'aimerai quand je serai mort.

Si c'est donné aux trépassés.

Alors, j'ai tant versé de larmes

Que trois moulins en ont tourné.

Petits ruisseaux, grandes rivières

Pendant trois jours ont débordé.
— La Piémontaise

## Sources